# Єсір
Єсі́р (каз. Есір) — село у складі Амангельдинського району Костанайської області Казахстану. Адміністративний центр Амангельдинського сільського округу.
Населення — 404 особи (2021; 731 у 2009, 533 у 1999, 757 у 1989).